# Ignasi Mas i Brosa
Ignasi Mas i Brosa (Barcelona, 17 de setembre de 1926 - Barcelona, 17 de juliol de 1999) fou arquitecte i futbolista català de les dècades de 1940 i 1950.

## Trajectòria
La major part de la seva carrera fou jugador del modest Júnior FC. La temporada 1949-50 va jugar al RCD Espanyol, club amb el qual disputà 10 partits a primera divisió, en els quals marcà 4 gols. A continuació jugà dues temporades a la SD Espanya Industrial, filial del Barça, arribant a disputar algun partit amistós amb el primer equip.
Es va casar amb Isabel Serra i Pujol.